# ملكة العقبان الإسبانية
ملكة العقبان الإسبانية التي تسمى أيضاً ملكة العقبان الأيبيرية نوع من العقبان مهدد بالانقراض لا تعيش إلا في أواسط إسبانيا وجنوب غربها، والمناطق المجاورة للبرتغال وربما في شمال المغرب، مع وجود خلاف على صحة الأخيرة. كانت ملكة العقبان الإسبانية سابقاً يعتبر نوعا فرعيا من ملكة العقبان الشرقية، ولكنها الآن تعتبر نوعا مستقلا بذاته بسبب الاختلاف في التشريح والخصائص البيئية والصفات الجزيئية.

## الوصف والغذاء

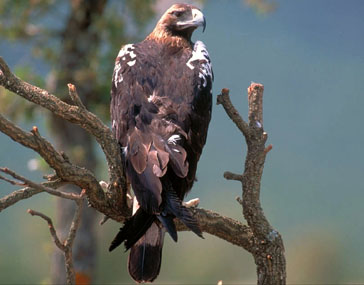
ملكة العقبان الإسبانية

متوسط حجم ملكة العقبان الإسبانية أصغر من متوسط حجم ملكة العقبان الشرقي، إذ يتراوح وزنها ما بين 2.5 و3.5 كيلوغرام، وطولها 78 إلى 82 سنتمترا، والمسافة بين جناحيها 180 إلى 210 سنتمترات، كما أنها أغمق لونا، وهي طائر مقيم (ملكة العقبان الشرقية طائر مهاجر جزئيا). وتتغذى هذا العقاب أساسيا على الأرانب، ولكن يمكنها افتراس الكثير من الحيوانات الأخرى، كطائر الحجل والقوارض والقواع والحمام والغراب والبط وحتى الكلاب الصغيرة. يصنف الاتحاد العالمي للحفاظ على الطبيعة هذا الطائر من الحيوانات غير المحصنة، فهناك مجموعة من المهدّدات تشكل خطرا عليها، كتدمير المواطن وانتهاك البشر لها وتصادمها بأسلاك الكهرباء والتسميم غير الشرعي لها. كما حدث هناك نقصان في أعداد الأرانب بسبب انتشار بعض الأمراض والفيروسات. ويقدر عدد العقبان حاليا بما يقل عن 500 فرد.
في عام 2010 كان هناك 279 زوجاً في إسبانيا وثلاثة في البرتغال، أي أنها ازدادت 16 زوجاً منذ عام 2009. ومع أنها تُظهر تحسّناً من التهديد بالانقراض، إلا أنها لا تزال نوعا مهددا عالميا، وهناك متنزه وطني في إسبانيا يحمي عددا قليلا منها.
في عام 2009 أطلق النار على ذكر من هذه العقبان في البرتغال، مع أن عددها في البرتغال قليل جدا.

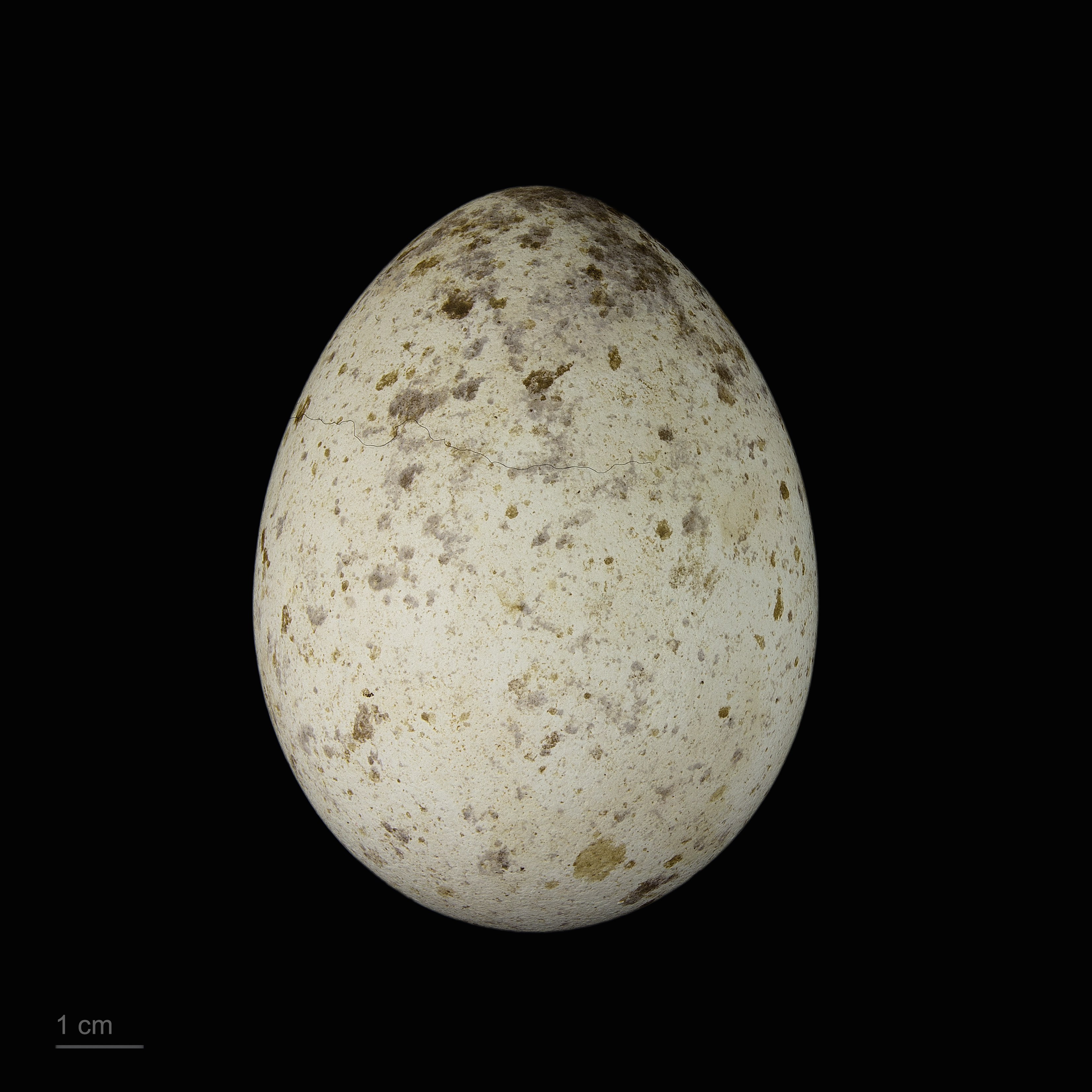
Aquila adalberti